# پونچاتوولا (لوئیزیانا)
پونچاتوولا (به انگلیسی: Ponchatoula) شهری در ایالت لوئیزیانا کشور ایالات متحده آمریکا است که جمعیت آن در سرشماری سال ۲۰۱۰ میلادی، ۶٬۵۵۹ نفر بوده‌است.